# Vazzola
Vazzola là một đô thị ở tỉnh Treviso trong vùng Veneto, có cự ly khoảng 45 km về phía bắc của Venice và khoảng 20 km về phía đông bắc của Treviso. Tại thời điểm ngày 31 tháng 12 năm 2004, đô thị này có dân số 6.783 người và diện tích là 26 km².
Đô thị Vazzola có các frazioni (các đơn vị trực thuộc, chủ yếu là các làng) Visnà and Tezze di Piave.
Vazzola giáp các đô thị: Cimadolmo, Codognè, Fontanelle, Mareno di Piave, San Polo di Piave.